# 中国戏剧奖
中国戏剧奖是由中国文联与中国戏剧家协会一同主办的戏剧艺术奖项，每两年评选一次，至今为止共举办三届。该奖于2005年中国文艺新闻出版评奖整顿后正式创办，设有梅花表演奖、曹禺剧本奖、优秀剧目奖、小戏小品奖、校园戏剧奖、理论评论奖、终身成就奖等子项。其中梅花表演奖改自原中国戏剧梅花奖，曹禺剧本奖、优秀剧目奖、小戏小品奖、理论评论奖分别改自原曹禺戏剧奖的剧本奖、剧目奖、小品小戏奖与评论奖。

## 奖项
- 梅花表演奖：原名“中国戏剧梅花奖”，创立于1983年，表彰对象为中青年戏剧演员。
- 曹禺剧本奖：原名“曹禺戏剧奖·剧本奖”，创立于1981年，参评剧本样式包括戏曲、话剧、歌剧、音乐剧、儿童剧与滑稽戏等。
- 优秀剧目奖：原名“曹禺戏剧奖·优秀剧目奖”。
- 小戏小品奖：原名“曹禺戏剧奖·小品小戏奖”，参评剧目为小型戏曲和戏剧小品，包括话剧小品、戏曲小品、小滑稽戏、哑剧小品、歌舞剧小品、音乐剧小品、儿童剧小品等。
- 理论评论奖：原名“曹禺戏剧奖·评论奖”。
- 校园戏剧奖：参评剧目为校园新创戏剧剧目以及学生演出的经典剧目。

## 参看
- 中国电视戏曲兰花奖
- 中国曲艺牡丹奖
- 曹禺戏剧奖